# Bertilla di Chelles
Bertilla di Chelles, o Bertilia, Bertille in francese (VII secolo – Chelles, 705), è stata una badessa e santa franca.
Proveniente da un'illustre famiglia, fu monaca presso l'abbazia di Notre-Dame de Jouarre retta all'epoca dalla badessa Teodechilde, dove rimase una decina di anni. Batilde, reggente e vedova del re Clodoveo II, la pose a capo della nuova abbazia da lei fondata a Chelles verso il 660.
Poco tempo dopo, verso il 665, Batilde venne destituita e rinchiusa nella stessa abbazia di Chelles, ove rimase fino alla fine dei suoi giorni, Bertilla le sopravvisse una trentina di anni come badessa della stessa abbazia, ove morì.